# ジャマールザーデ
モハンマドアリー・ジャマールザーデ(Moḥammad-‘Alī Jamālzadeh、محمد علی جمالزاده اصفهانی)(1892-1997)は、イランの知識人、イラン現代散文学、とりわけ短編小説の先駆者である。彼は立憲革命からイラン・イスラーム革命後という長期にわたり執筆活動を続けた。1921年にベルリンで出版された『昔々』(یکی بود یکی نبود)は、ペルシア文学史上初めて、これまで避けられていた俗語・猥語を用いて政治・社会批判を行い、ペルシア現代短編小説の発展に貢献した。彼の貢献はペルシア短編小説のみにとどまらなかった。彼は長い作家人生のなかで、小説、短編、政治・社会批評、学術論文、文芸批評、自叙伝などを執筆し出版した。彼の世界観は、二つの世界による産物であるとされている。すなわち、一つはイランでの混乱・動乱期に体験した自身の経験を含み込むペルシア語、文化、歴史、習慣であり、もう一方は彼が人生のほとんどを過ごした西欧での世界である。それは、西欧的教育、西欧の言語、研究方法、西欧的啓蒙と近代主義の擁護の産物といえる。彼は生涯を通じ、この二つの世界に橋をかけ、イランの人々の無知、貧困、抑圧、不公平を改善するために、その二つの世界の接合に献身していた。

## 生涯
1892年にイスファハーンで生まれる。父は有名な説教師サイード・ジャマーロッディーン・ワーエズ・エスファハーニーであった。サイード・ジャマーロッディーンはイスファハーンで、抑圧、不公平、盲目な信仰による宗教の後退を訴えていた。彼は他のウラマーから批判を受け、テヘランとタブリーズで説教を行うよう強いられた。その時ジャマールザーデはイスファハーンでマクタブ(イスラームの伝統的な学校)に通っていたが、その後啓蒙的なウラマーによって設立された学校に移った。
1902年にサイード・ジャマーロッディーンは家族を連れてイスファハーンからテヘランに移り、シャーモスクで立憲主義に賛成する説教を行った。ジャマールザーデは最初テヘランで近代的な学校に通っていたが、ミルザー・ヤフヤー・ドゥーラタバーイーが設立した学校に移った。サイード・ジャマーロッディーンの息子として、ジャマールザーデは父親の説教や会議等に同席しながら教育を受けた。従ってジャマールザーデは幼い頃から多くの知識人や立憲革命の指導者に会い、彼らと自由、正義、法の支配について議論をしていた。父親の簡明な説教は、若きジャマールザーデに影響を与えていたことは疑いの余地はない。
サイード・ジャマーロッディーンが処刑されると、ジャマールザーデはベルリンに送られた。そこで彼はフランス語を習い、学校新聞で詩や記事を書くことを覚えた。1910年には、カイロに短期滞在した後パリに渡り、その後ローザンヌで法律を学んだ。経済的困難や恋愛の事情もあり、フランス中東部にあるディジョンに移り、1914年に法学部を卒業した。同年にスイス人のジョセフィーヌと結婚している。
1914年に第一次世界大戦が勃発すると、タキーザーデがヨーロッパ諸国に点在していたイラン人亡命者たちにベルリンでのイランナショナリスト委員会の結成を呼びかけた。ジャマールザーデもそこに参加した。ドイツ政権の政治的、経済的、軍事的支援により運営されたこの委員会の目標は植民地的利害関係、とりわけ英露とイランの不平等な関係の打破にあった。同時期にイランナショナリスト委員会と同傾向を持つグループがインドで結成されたことを知ると、ジャマールザーデはイスタンブールを経由し仲間とバグダードへと渡った。バグダードで新聞『ラスターヒーズ』を発行し、これは1915年8月から1916年3月まで続いた。ジャマールザーデらはクルド人やロル族から民兵軍を雇い、英露に対して蜂起を仕掛けるためにケルマンシャーとローゼスターンに進んだ。ジャマールザーデらはケルマンシャーで軍を作るとテヘランに行き、民主党の指導者に会い軍を要請した。ジャマールザーデらは半年ほど粘ったものの成功には至らなかった。ロシアがイランに、イギリスがバクダードに迫ってくると、活動家達はベルリンに亡命した。ジャマールザーデはバクダードへの途中でアーレフ・ガズヴィーニーやハイダル・ハーン・アムー等と会った。バクダードからイスタンブールに移動中は、アルメニア人の惨状を目撃した。
ジャマールザーデがベルリンに不在であった間、タキーザーデとガズヴィーニーはペルシア語の新聞『カーヴェ』(Kāveh)を設立した。これは1916年1月24日から19223月30日まで続き、最初の35部は第一次世界大戦中と直後に出版された。政治・文化紙である『カーヴェ』は、ドイツを支持し、イラン人達の植民地からの独立と訴え、イランナショナリスト委員会の活動を報道した。中には歴史や文学に関する記事もあった。この新聞の精神はイランの西欧文明と接合し、狂信への抵抗、国民統合の防衛、ペルシア語と文学の促進という傾向を帯びていった。イランでの近代教育の促進は、彼らの明白な目的であった。
ジャマールザーデはベルリンに戻ってから廃刊するまで、『カーヴェ』の記事を執筆した。『カーヴェ』の編集者達は文学・科学連合を創設し、講義等を行なった。ジャマールザーデにとってとりわけタキーザーデとガズヴィーニーは影響を受けた人物であった。
この時期ジャマールザーデは精力的に『カーヴェ』のための記事を執筆していた。1916年1月から1921年12月までの間に、彼はイランの経済史「かけがえのない宝」(گنچ شایگان)を執筆する。この記事は5回にわたり連載され、イランとロシアの関係を詳述した。この他にも様々なテーマをペルシア語で執筆した。「かけがえのない宝」はロイヤル・アジア社会誌で賞賛され、ドイツ語に翻訳された。
1921年の『カーヴェ』にて、ジャマールザーデによる短編小説「ペルシア語は甘美」(فارسی شکر است)が掲載された。この作品によって彼の名が知られるようになった。この作品は簡素で、方言や俗語・猥語が多用され、社会批判を行なっており、ペルシア語物語に初めて西欧のリアリズムが導入されていた。ジャマールザーデは1915年から1921年の間に、「ペルシア語は甘美」以外に5つもの短編小説を執筆し、それらは序文を付した形でまとめられ1921年にベルリンとテヘランで出版された。これが『昔々』である。序文では文学によって蒙を啓こうとするジャマールザーデの姿勢が窺える。
『昔々』に関して、イラン国内では激しい批判と称賛が飛び交った。保守派のウラマーからは父親同様涜神とみなされ、彼はその後20年間執筆活動を控えた(Kamshad)。
『カーヴェ』が廃刊すると、ジャマールザーデは職を探した。職を転々としながらも執筆を続けていた。1924年から1925年までタキー・アラニーらによるイラン人学生誌『ファルハンゲスターン』(فرهنگستان)で活動を行う。『ファルハンゲスターン』の廃刊後はイランの新聞で記事を執筆するようになる。当時ジャマールザーデはベルリンで雑誌『学問と芸術』(علم و هنر)の編集を行っていたが、7号で廃刊した。さらにこの時期は病気で妻ジョセフィーヌが亡くなり、精神的にも経済的にも苦しかった。
1931年にドイツ人の後妻を迎え、二人でジュネーヴに移り、ジャマールザーデは国際労働機関で働き始めた。彼はそこで1956年に退職するまで勤務した。それまで彼の文学活動はあまり活発ではなかったが、1941年以降徐々に再び息を吹き返していった。1942年以降は『精神病棟』(1942)他多数の短編・長編小説や口語辞典、記事等を出版した。フランス語、ドイツ語、アラビア語にも堪能であった彼は、翻訳や翻案も行った。
ジャマールザーデはジュネーヴに住んでいたにもかかわらず、彼がイランを訪れたのはわずか一回であった。イラン国外に定住しながら、イラン国内の知識人たちと連絡を取っていた。
ジャマールザーデは生涯を通して教育に関心を持ち続けた。1977年以降、彼はテヘラン大学に自身の本を寄付し、自らの印税の一部を奨学金や教育機関、慈善活動に出資した。
1997年11月8日に死去、ジュネーヴで埋葬された。
ターレボフの著作やザイヌル・アーベディーン・マラーゲイーの『イブラヒーム・ベーグの旅』、ミルザー・ハビーブ・エスファハーニーの翻案『ハージーバーバーの冒険』、『スーレ・イスラーフィール』におけるデホダーの批評といった19〜20世紀におけるペルシア語散文は全て近代主義的であり啓蒙的な傾向をもち、社会変革のとしての物語ないしは旅行記であった。このような著作はジャマールザーデの作品の前提となり、それらによってジャマールザーデの作品では言葉やユーモア、社会批判がより発展した。
ジャマールザーデによって確立したペルシア現代文学の潮流は、サーデク・へダーヤト、モハンマド・マスウード・サーデク・チューバク、ジャラール・アーレ・アフマドによって引き継がれた。

## 著作
『昔々』(1942)
『精神病棟』(1942)
『ゴルタシャーン集』(1946)
『復活の砂漠』(1947)
『水路の書』(1948)